# Университет Льейды
Университет Льейды (исп. Universidad de Lérida, кат. Universitat de Lleida) — университет в Льейде (автономное сообщество Каталония), Испания. Был первым университетом в Каталонии и во всей Арагонской короне. Он был основан в 1300 году под названием Estudi General de Lleida (Studium Generale Ilerdensis, поскольку Илерда было прежним латинским названием города).
Он был заново основан 12 декабря 1991 года после нескольких сотен лет перерыва законом, принятым каталонским парламентом, и с тех пор, помимо исторического центрального здания, расположенного на улице Рамбла д’Араго, к нему были добавлены новые кампусы и здания.

## История
Университет Льейды происходит от Studium Generale Ilerdensis, университета, основанного в 1300 году с разрешения Хайме II Справедливого. С единственным университетом в Арагонской короне, город Льейда начал расти, так как граждане со всего королевства приезжали в Studium Generale Ilerdensis, чтобы получить высшее образование. Studium Generale Ilerdensis финансировался как городом Илерда (в его прежнем латинском названии, теперь Льейда), так и местным кафедральным капитулом.
Льейда и Studium Generale Ilerdensis продолжали расти как успешный студенческий городок до XVI века, когда другие университеты, основанные в других регионах королевства, отняли у университета часть его престижа как единственного университета. Несмотря на то, что он всё ещё был известным университетом, он пережил длительный период упадка на протяжении всего XVII века. После войны за испанское наследство было решено, что старая университетская модель будет удалена в качестве наказания за то, что Дом Бурбонов считал подстрекательством к мятежу со стороны каталонских графств Арагона из-за их отказа поддерживать Дом Бурбонов во время войны. Сервера, город к востоку от Льейды, был выбран местом расположения первого университета нового типа, в то время как ранее существовавшие в стране университеты были закрыты. 9 октября 1717 года королевский указ Филиппа V приказал закрыть Studium Generale Ilerdensis вместе с другими каталонскими университетами.
В 1841 году основание педагогической школы стало первым шагом к основанию Университета Льейды. Однако пройдёт ещё 125 лет, прежде чем будет достигнут больший прогресс, и другие исследования будут возрождены путём расширения других университетов в Барселоне. Наконец, 30 декабря 1991 года парламент Каталонии принял закон, который объединил различные исследования и основал Университет Льейды с Виктором Сиураной-и-Сарагоса в качестве его директора. Основание Universitat de Lleida было официально оформлено после создания Устава Universitat de Lleida 27 октября 1994 года.

## Образование

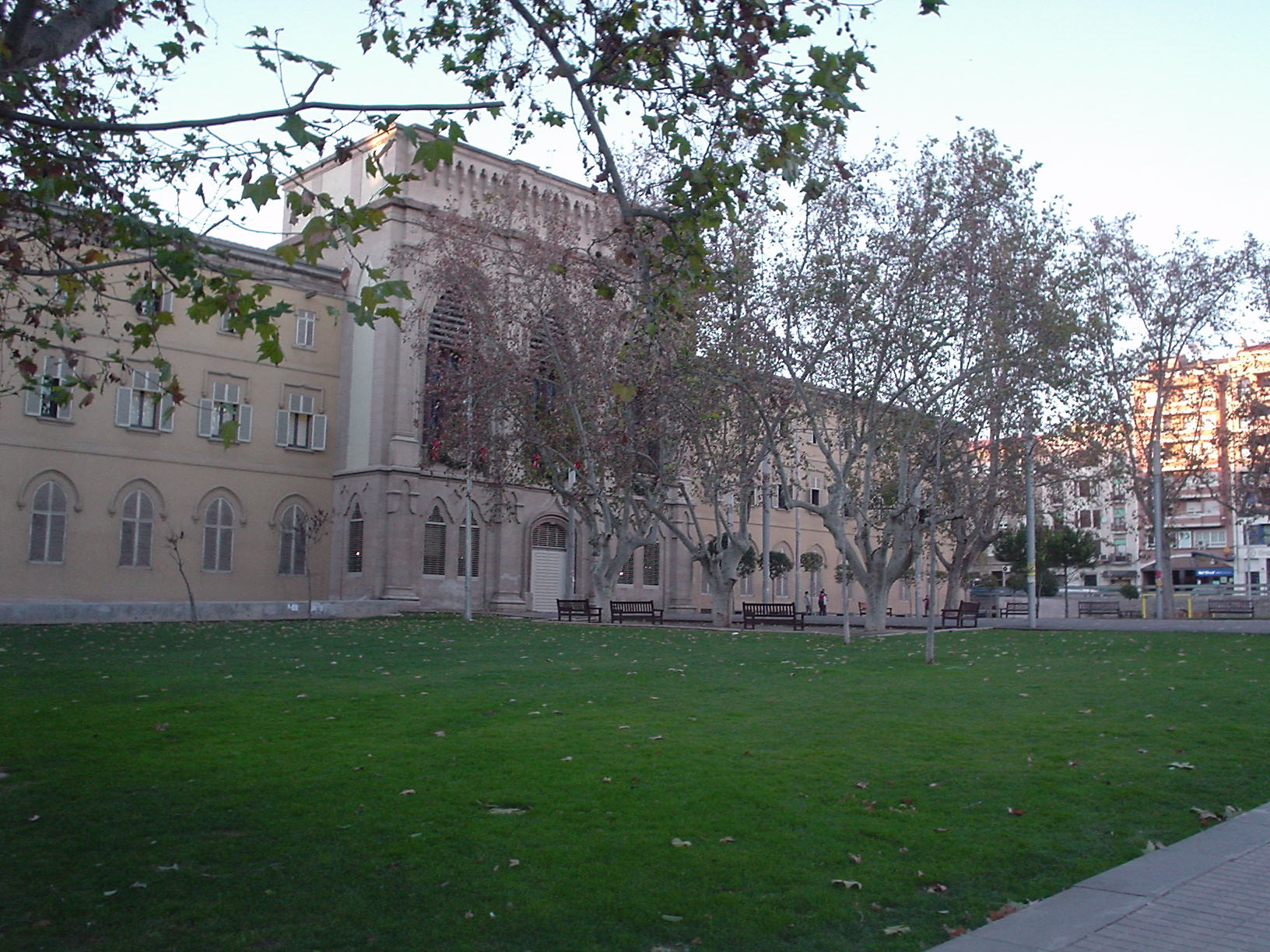
Кампус Рамбла д’Араго

Университет Льейды предлагает 38 различных степеней бакалавра в 14 областях, от сельского и лесного хозяйства до естественных наук и математики. Область, которая предлагает самый большой выбор программ бакалавриата, — это программа «Инженерия и технологии», предлагающая семь различных степеней бакалавра.
Universitat de Lleida является ведущим учебным заведением в Испании по исследованиям и образованию в области агрономии, пищевых технологий и лесного хозяйства. Это единственный университет в Каталонии, предлагающий образование в сфере лесного хозяйства.
Университет также предлагает в общей сложности 29 магистерских программ в 12 областях, с семью степенями магистра в их программе образования и обучения, что делает его учреждением с самыми разнообразными сферами знаний в последипломном образовании.
Кроме того, Университет Льейды присвоил почётные степени ведущим деятелям, таким как Хавьер Перес де Куэльяр, Джон Эллиот, Стэнли М. Голдберг и Теодор Х. Сяо, в знак признания их достижений.

## Кампусы

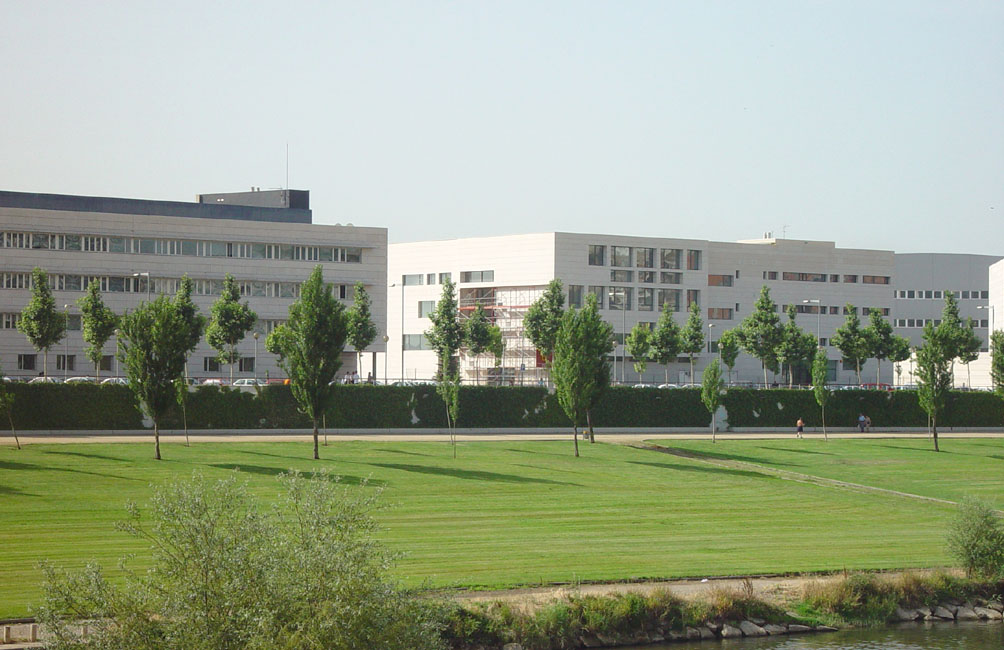
Кампус Каппонт

Университет Льейды разделён на 5 кампусов, один из них в городе Игуалада. Каждый кампус делится на школы и факультеты. Всего в Universitat de Lleida 26 образовательных факультетов.
У университета есть дочерние программы в Escola Universitària de Relacions Laborals (EURL), Школе туризма и гостеприимства Ostelea и Национальном институте физического образования Каталонии (INEFC).
Университет имеет 3 дочерних исследовательских центра в области агрономии: AGROTECNIO, медицинских наук: IRB Lleida и лесного хозяйства: Центр лесных наук Каталонии (CTFC).